# 奥林巴斯IR-300
奥林巴斯 IR-300（Olympus IR-300）是日本奥林巴斯公司在2005年推出的一款數碼相機。鏡頭為3倍光学变焦F3.3-F4.0 38-114mm（35mm传统相机等效值）。传感器类型使用CCD传感器。